# 유도균
유도균(1983년 12월 25일 ~ )은 대한민국의 희극 배우이다.

## 학력
- 중앙대학교 기계공학부(휴학)

## 출연작

### 방송
- 1 대 100 (KBS2)
- 코미디에 빠지다 (MBC)
- 개그야 (MBC)
- 웃고 또 웃고 (MBC)